# Garde royale
Die Garde royale (königliche Garde) war ein Elite-Armeekorps im Dienst der französischen Könige Ludwig XVIII. und Karl X.

## Geschichte
Zu Beginn der  Zweiten Restauration wurde die Maison militaire von Ludwig XVIII. reorganisiert und erheblich verkleinert. Mit Erlass vom 1. September 1815 wurde die königliche Garde umgebildet, die meisten Kompanien der vorherigen Gardeformationen aufgelöst und als Ersatz die „Garde royale“ aufgestellt. Diese sollte in Zukunft allein für die Sicherheit des Königs verantwortlich sein.
Zusammengestellt wurde sie aus Elitesoldaten der Linientruppen.

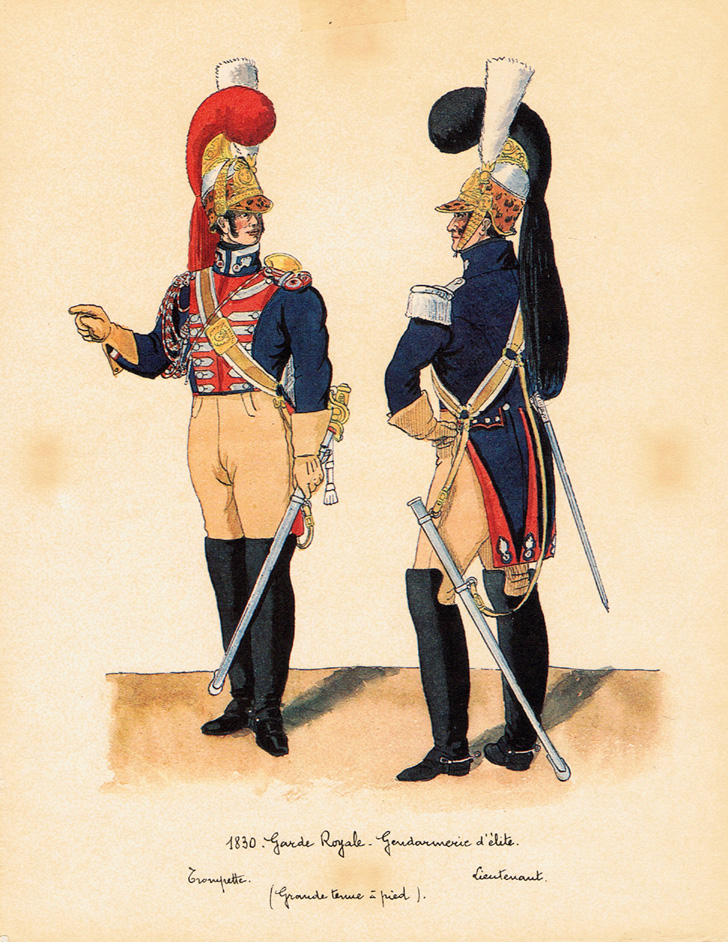
Links ein Trompeter der Garde, rechts ein Gendarme d’élite – beide in großer Uniform für den Dienst zu Fuß – 1830

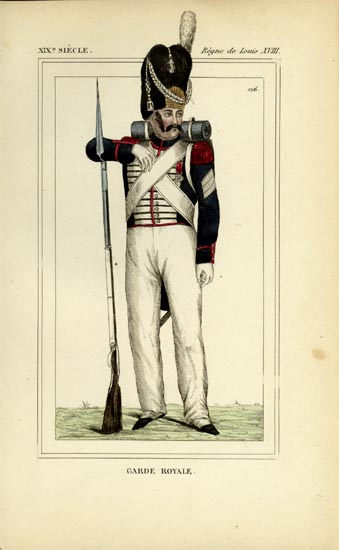
Grenadier de la garde royale unter Ludwig XVIII.

Ludwig XVIII. legt die Stärke der Garde auf 25.000 Mann fest, die sich wie folgt zusammensetzten:
- 8 Regimenter Infanterie mit je drei Bataillonen:
  - 6 französische Regimenter
  - 2 Schweizer Fremdenregimenter
- 8 Regimenter Kavallerie mit je sechs Escadrons:
  - 2 Regimenter Grenadiere zu Pferd
  - 2 Regimenter Kürassiere
  - 1 Regiment Dragoner
  - 1 Regiment Jäger zu Pferde
  - 1 Regiment Husaren
  - 1 Regiment Ulanen
- 1 Regiment Artillerie mit acht Batterien und insgesamt 48 Geschützen

Den Titel Colonel général behielt der König für sich selbst, stellte aber an die Spitze der Garde vier Marschälle von Frankreich die mit dem Rang „Major général“ ausgestattet wurden. Es handelte sich um:
den Duc de Reggio (Nicolas Charles Oudinot)
den Duc de Bellune (Claude-Victor Perrin gen. Victor)
den Duc de Tarente (Étienne Jacques Joseph Macdonald) und um
den Duc de Raguse (Auguste Frédéric Louis Viesse de Marmont ).
Die Aufstellung dieser Garde sollte auch als Anerkennung für die Verdienste der königlich französischen Armee gesehen werden. Ludwig XVIII. hatte kein Vertrauen in das Offizierskorps der napoleonischen Armee und setzte daher auf die Loyalität der Emigranten, die mehr oder weniger aktiv gegen Napoleon gekämpft hatten. Die Offiziere wurden vom König persönlich ernannt. Die Uniformen der Garde waren prächtiger und der Sold höher. Die Dienstgrade der Garde standen jeweils eine Stufe über den gleichen der Linientruppen, so dass der gemeine Soldat einem Caporal entsprach, der Caporal einem Sergent und so fort. 
Diese Bevorzugung wurde 1826 wieder abgeschafft, jedoch hatten Offiziere, die länger als vier Jahre den Garderang innegehabt hatten, das Recht diesen weiterzuführen auch wenn sie in die Truppen der Linie wechselten. 
Während der nächsten 15 Jahre war die Garde Modell und Vorbild für die übrige Armee. Sie nahm 1823 mit Auszeichnung an der Intervention in Spanien teil und schmückte mit der Eroberung von Fort Trocadéro die kurze Geschichte des Korps durch einen glänzenden Sieg.
Während der Julirevolution von 1830 waren Teile der Garde in Paris eingesetzt, wo sie zwar ehrenvoll die Monarchie verteidigten, doch letztlich den Gang der Ereignisse nicht abwenden konnten, so dass mit der Absetzung des Hauses Bourbon auch die „Garde royale“ entlassen wurde. 

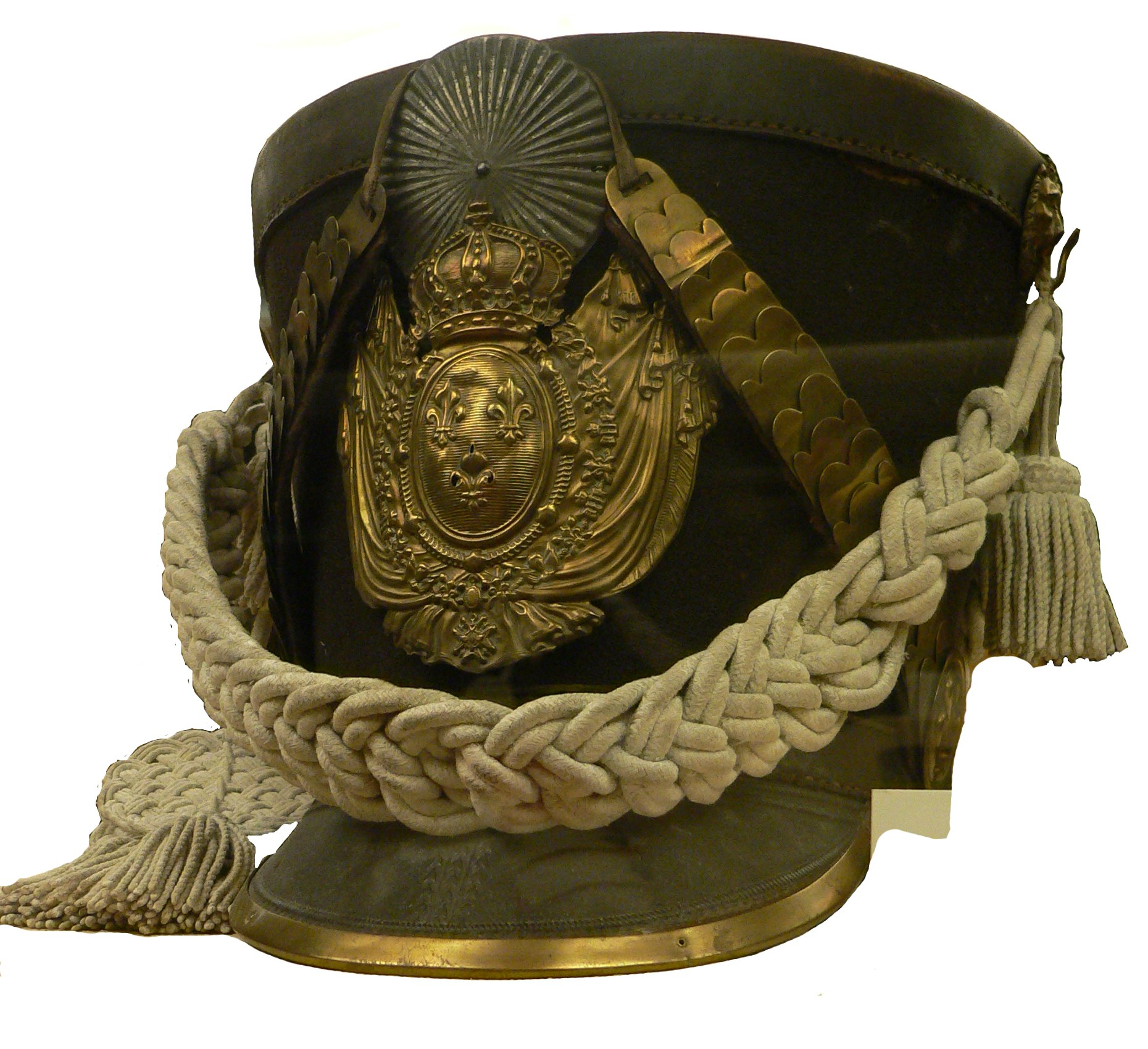
Tschako der Garde royale.
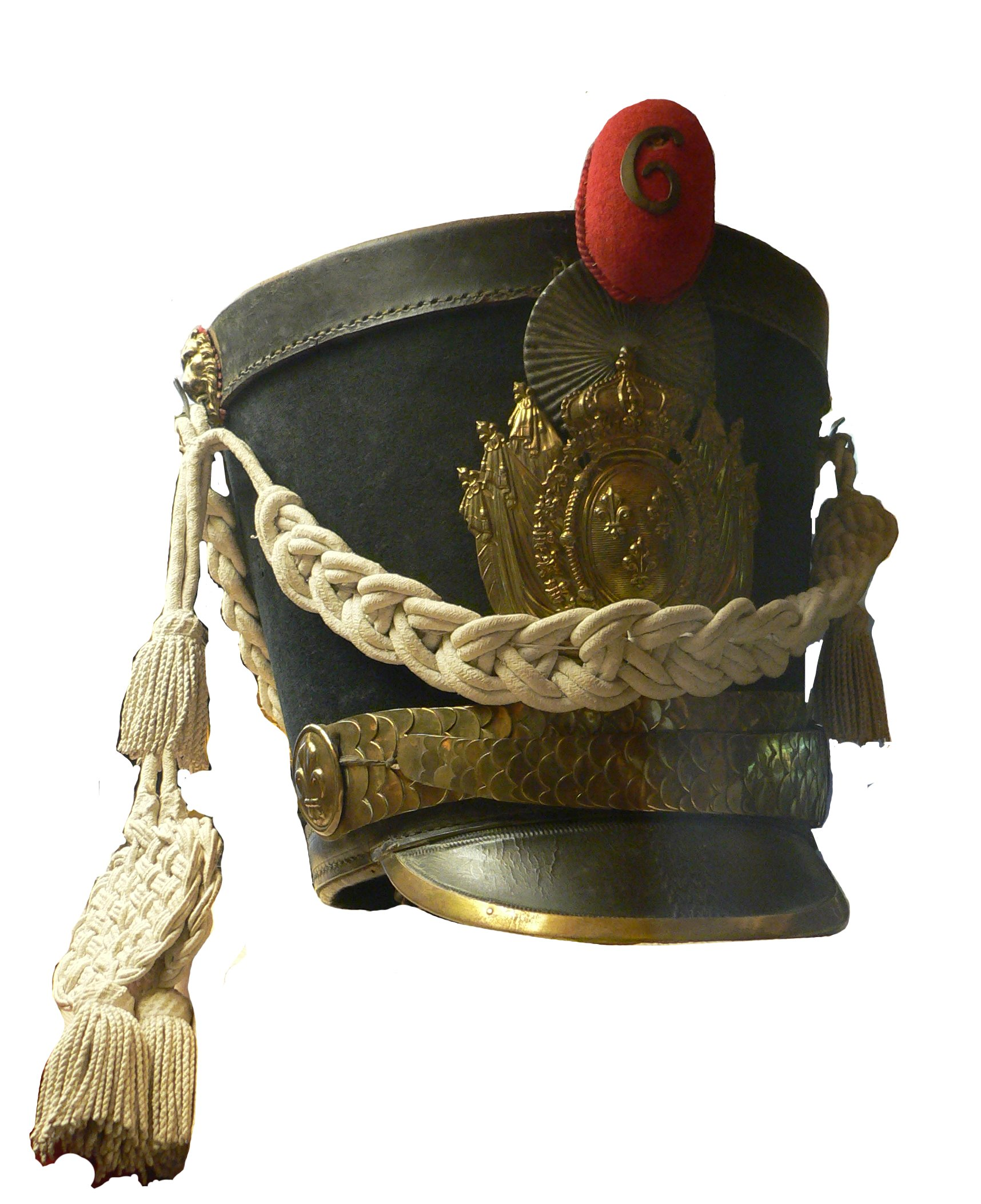
Tschako des 6e régiment der Garde royale.
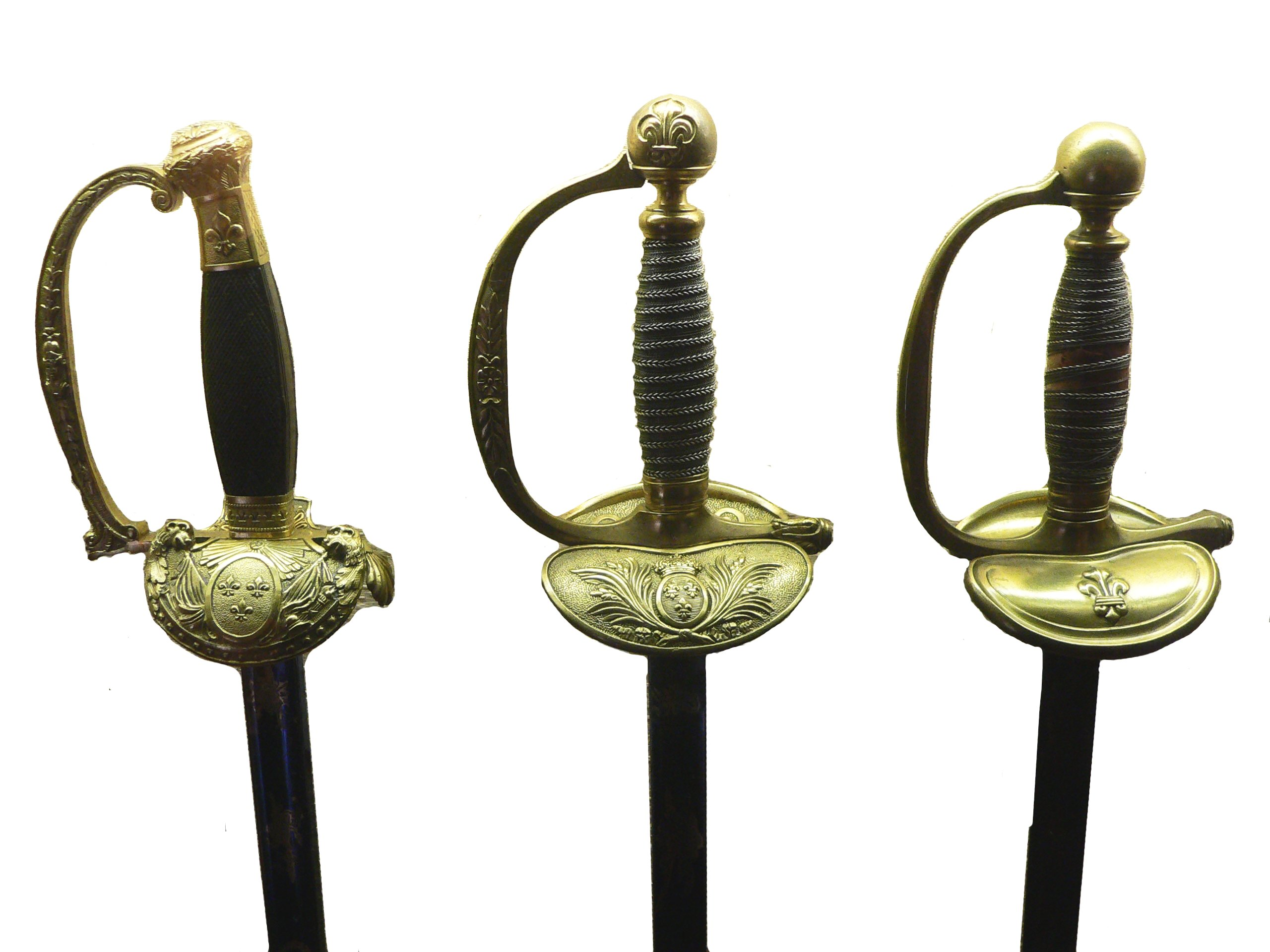
Hofsäbel von Offizieren der Garde royale und der Linienkavallerie (1816).